# U-Bahnhof Nauener Platz

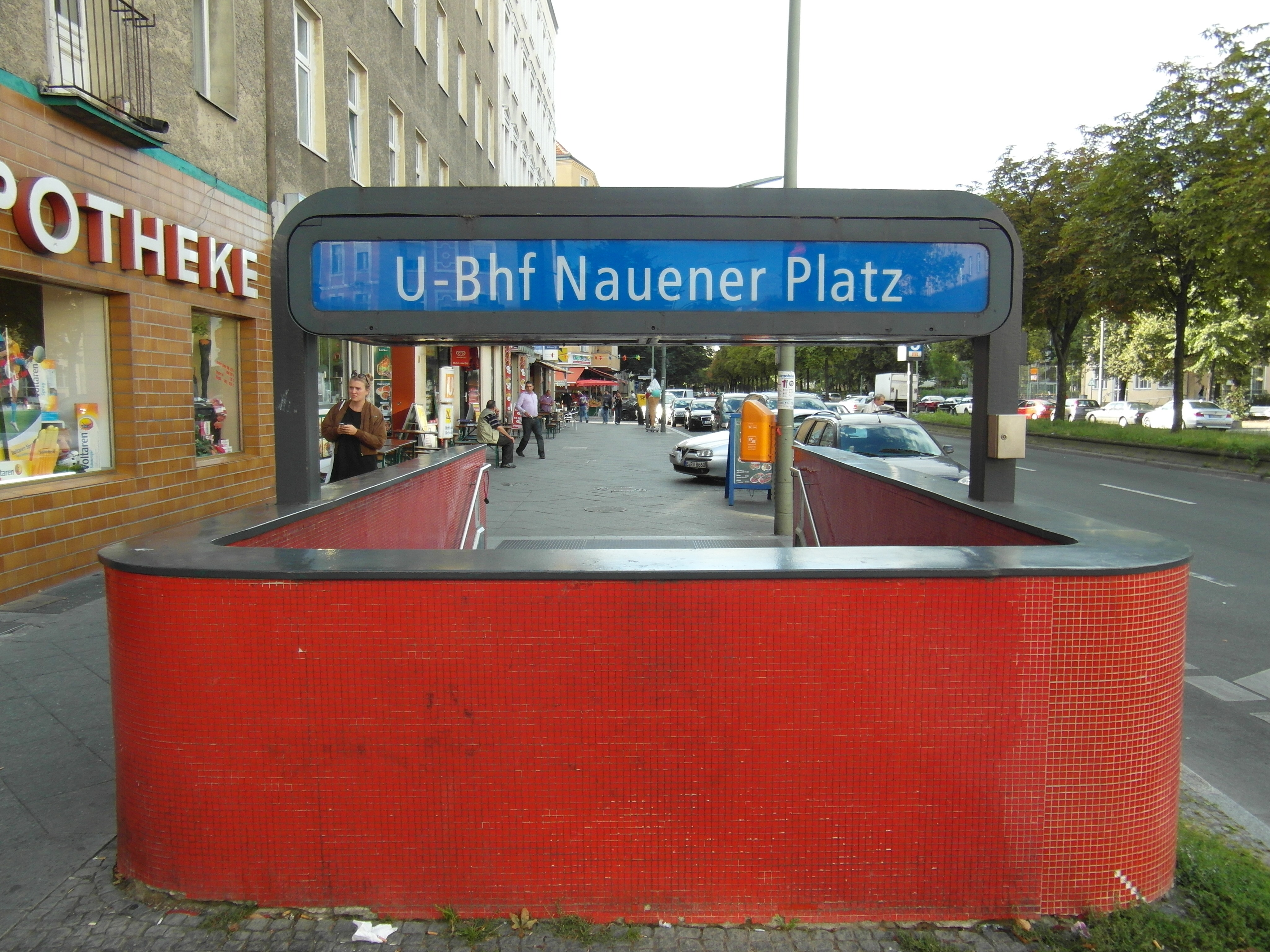
Bahnhofseingang an der Reinickendorfer Straße

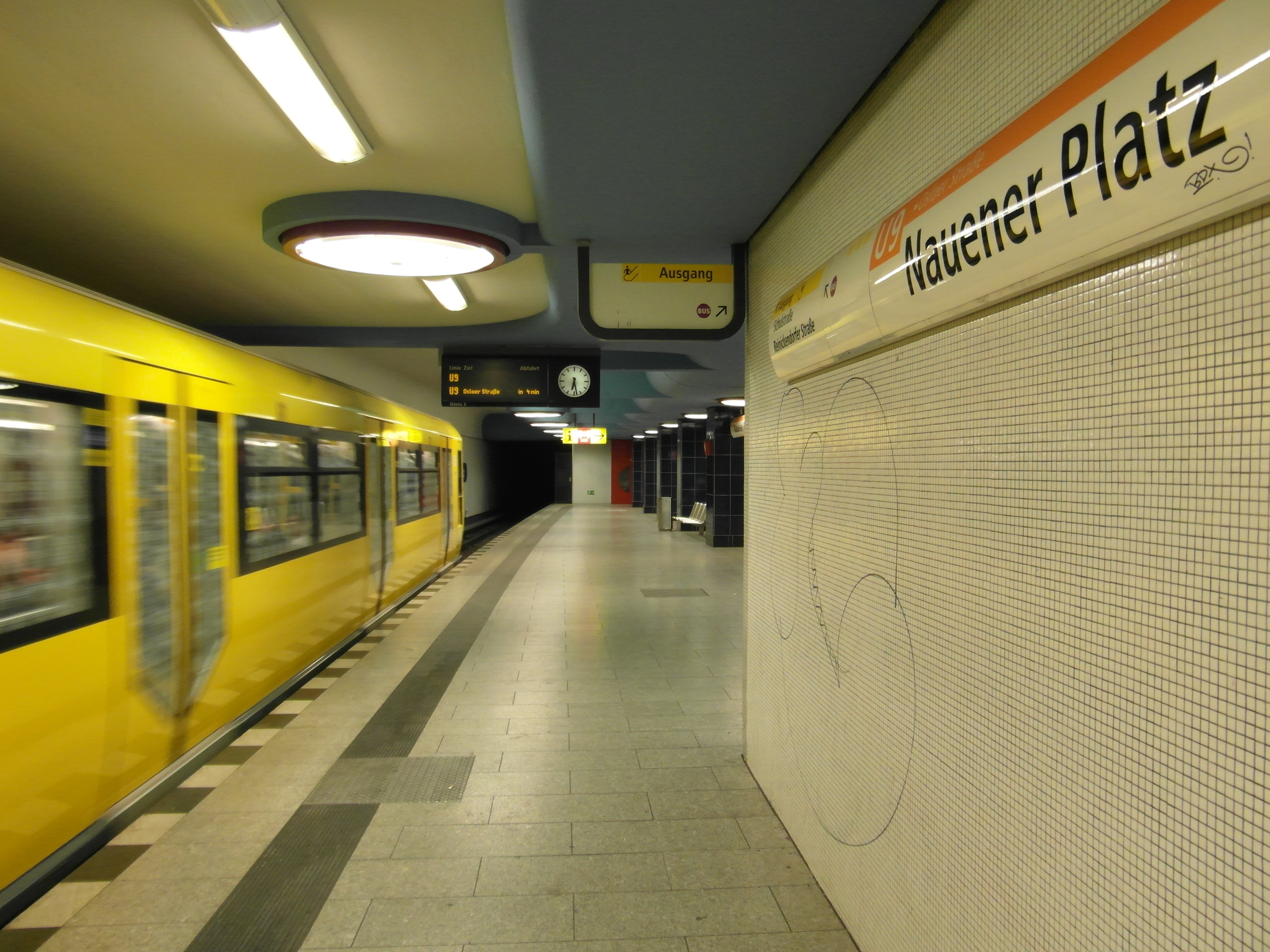
Bahnsteig

Der U-Bahnhof Nauener Platz ist eine am 30. April 1976 eröffnete Station der Berliner U-Bahn-Linie U9. Er ist 747 Meter vom U-Bahnhof Osloer Straße und 806 Meter vom U-Bahnhof Leopoldplatz entfernt. Der Bahnhof befindet sich unter der Kreuzung Reinickendorfer- / Schulstraße an der Grenze zwischen den Berliner Stadtteilen Gesundbrunnen und Wedding im Bezirk Mitte und trägt im Bahnhofsverzeichnis der Berliner Verkehrsbetriebe das Kürzel Np.
Der Bahnhof verfügt über einen Mittelbahnsteig mit einer in der Mitte gelegenen Treppenanlage, die in eine Vorhalle führt. Der Raum wurde in den Farben Rot, Weiß und Blau gestaltet, den Farben Nauens und Frankreichs – der Bahnhof lag damals noch im Französischen Sektor. Die Wände sind weiß gehalten, darauf sind rote Werbeschilder angebracht. Der Stationsname erscheint auf dunkelblauen Schildern. Die Decke, die ehemals weiß und über dem Bahnsteig blau gehalten war, ist heute gänzlich weiß und besitzt nun eine moderne Lichtanlage über dem Bahnsteig, die im Wesentlichen aus Metallteilen und trogartigen Leuchten besteht, die teilweise in den großen Metallkörper integriert sind. Die Mittelstützen sind ebenfalls in Metall eingefasst. Des Weiteren ist die Farbe Rot auch an anderen Objekten im Bahnhof zu finden, unter anderem beim Kiosk.
Ende 2018 wurde der Bahnhof zusammen mit zwölf weiteren Stationen als Zeitzeuge für den West-Berliner U-Bahn-Bau der 1960er und 1970er Jahre unter Denkmalschutz gestellt.
Am 31. August 2020 ging ein Aufzug in Betrieb, der Bahnhof ist seitdem barrierefrei zugänglich. Die Kosten beliefen sich auf rund 1,8 Millionen Euro. Am 25. November wurde ein zusätzlicher Zugang auf dem Mittelstreifen der Schulstraße eröffnet.

## Anbindung
| Linie | Verlauf |
| ----- | --- |
|       | Osloer Straße – Nauener Platz – Leopoldplatz – Amrumer Straße – Westhafen – Birkenstraße – Turmstraße – Hansaplatz – Zoologischer Garten – Kurfürstendamm – Spichernstraße – Güntzelstraße – Berliner Straße – Bundesplatz – Friedrich-Wilhelm-Platz – Walther-Schreiber-Platz – Schloßstraße – Rathaus Steglitz |

Am U-Bahnhof bestehen Umsteigemöglichkeiten von der Linie U9 zu den Omnibuslinien 247 und 327 der BVG.